# Gekkan Shōnen Magazine
Gekkan Shōnen Magazine (月刊少年マガジン Gekkan Shōnen Magajin?) es una revista de manga shōnen mensual publicada en Japón por Kōdansha. Fue lanzada en 1964 con el nombre de Bessatsu Shōnen Magazine (別冊少年マガジン?). En 1969 fue rebautizada como Gekkan Bessatsu Shōnen Magazine (月刊別冊少年マガジン?) y su frecuencia de publicación aumentó de trimestral a mensual. Después de su suspensión en 1974, comenzó a publicarse nuevamente, en 1975 y pasó a llamarse con el título actual de la revista. 
Tiene una revista complementaria llamada Shōnen Magazine R, que se lanzó en 2015. La revista publicó originalmente un nuevo número una vez cada dos meses, hasta que se convirtió en una revista solo digital en octubre de 2019 con un calendario mensual.

## Series de manga

### Series de manga actualmente en publicación
| Título de la serie                                                                  | Autor                            | Primera publicación     |
| ----------------------------------------------------------------------------------- | -------------------------------- | ----------------------- |
| Tekken Chinmi Legends (鉄拳チンミLegends?)                                          | Takeshi Maekawa                  | Septiembre de 2006      |
| Pumpkin Scissors (パンプキン·シザーズ?)                                             | Ryoutarou Iwanaga                | Noviembre de 2006       |
| Shin Kamen Rider Spirits (新 仮面ライダーSPIRITS?)                                  | Kenichi Muraeda                  | 6 de julio de 2009      |
| Mashiro no Oto (ましろのおと?)                                                      | Marimo Ragawa                    | 6 de marzo de 2010      |
| Noragami (ノラガミ?)                                                                | Adachitoka                       | 6 de diciembre de 2010  |
| Ballroom e Yōkoso (ボールルームへようこそ?)                                         | Tomo Takeuchi                    | Noviembre de 2011       |
| Kuro Ageha                                                                          | Atsushi Kase                     | Diciembre de 2013       |
| Ryūrōden: Ouha Rikkoku-hen (龍狼伝 中原繚乱編?)                                     | Yoshito Yamahara                 | 2016                    |
| Seraph of the End: Guren Ichinose: Catastrophe at Sixteen (一瀬グレン、16歳の破滅?) | Azami Yō / Kagami Takaya         | 6 de junio de 2017      |
| Fermat no Ryouri (フェルマーの料理?)                                                | Yugo Kobayashi                   | 6 de septiembre de 2018 |
| Dear Boys Act 4                                                                     | Hiroki Yagami                    | Octubre de 2018         |
| Koi wa Sekai Seifuku no Ato de (恋は世界征服のあとで?)                              | Takahiro Wakamatsu, Hiroshi Noda | 4 de octubre de 2019    |
| Kyokō Suiri (虚構推理?)                                                             | Chasiba Katase, Kyou Shirodaira  | 6 de diciembre de 2019  |
| Megumi no Daigo: Kyūkoku no Orange (め組の大吾 救国のオレンジ?)                     | Masahito Soda                    | 6 de octubre de 2020    |

### Series completas publicadas enGekkan Shōnen Magazine

#### 1970
- Spider-Man: The Manga (escritores Kōsei Ono y Kazumasa Hirai, ilustrador Ryoichi Ikegami) (enero de 1970 - septiembre de 1971)

#### 1980
- Nanto Magoroku (なんと孫六?)  (Kei Sadayasu) (febrero de 1981 - mayo de 2014)
- Ironfist Chinmi (鉄拳チンミ?)  (Takeshi Maekawa) (diciembre de 1983 - febrero de 1997)
- Meimon! Takonishi Ouendan (名門!多古西応援団?)  (Juzo Tokoro) (junio de 1984 - mayo de 1992)
- Shura no Mon (Masatoshi Kawahara) (abril de 1987 - noviembre de 1996)
- Akira Tobu!! (あきら翔ぶ!!?)  (Katsuyuki Toda) (1989-1996)
- ANGEL♥BEAT (Ichiru Yasuhara) (1989-1996)
- Dear Boys (Hiroki Yamagi) (16 de diciembre de 1989 - 17 de marzo de 1997)

#### 1990
- Ryūrōden (龍狼伝?)  (Yoshito Yamahara) (1993-2007)
- Dear Boys: Act II (Hiroki Yagami) (1997-2008)
- New Ironfist Chinmi (鉄拳チンミ?)  (Takeshi Maekawa) (1997 a 2004)
- Beck (ベック?) (Harold Sakuishi) (noviembre de 1999 - abril de 2008)

#### 2000
- Shana ou Yoshitsune (遮那王義経?) (Hirofumi Sawada) (noviembre de 2000 - mayo de 2007)
- Capeta (カペタ Kapeta?)  (Masahito Soda) (marzo de 2003 - marzo de 2013)
- Rocket Man (ロケットマン?) (Motohiro Katou) (6 de octubre de 2001 - 6 de diciembre de 2004)
- Yatagarasu (Aihara Tsukasa) (2002 - 6 de abril de 2011)
- Alive: The Final Evolution (アライブ-最終進化的少年 Araibu - Saishū Shinkateki Shōnen?)  (Tadashi Kawashima) (octubre de 2003 - 6 de febrero de 2010)
- Yonebu Times (米豊TIMES?)  (6 de diciembre de 2005 - 6 de agosto de 2007)
- Shana ou Yoshitsune: Genpei no Kassen (遮那王義経 源平の合戦?)  (Hirofumi Sawada) (julio de 2007 - abril de 2015)
- Dear Boys: Act III (Hiroki Yagami) (diciembre de 2008 - diciembre de 2015)
- C.M.B. ~Shinra Hakubutsukan no Jiken Mokuroku~ (C.M.B. 森羅博物館の事件目録?)  (Motohiro Katou) (octubre de 2005 - agosto de 2020)

#### 2010
- Shura no Mon Iden Fudekage (修羅の門異伝 ふでかげ?)  (Masatoshi Kawahara) (2010-2014)
- Shigatsu wa Kimi no Uso (四月は君の嘘?)  (Naoshi Arakawa) (6 de mayo de 2011 al 6 de febrero de 2015)
- Dear Boys:Over Time (Hiroki Yagami) (febrero de 2016-6 de enero de 2017)
- Kakushigoto (かくしごと?) (Kōji Kumeta) (diciembre de 2015-julio de 2020)
- Sayonara Watashi no Cramer (さよなら私のクラマー?) (Naoshi Arakawa) (mayo de 2016 a diciembre de 2020)